# Moolapheonoides acutifalcatus
Moolapheonoides acutifalcatus is een vlokreeftensoort uit de familie van de Cyproideidae. De wetenschappelijke naam van de soort is voor het eerst geldig gepubliceerd in 2005 door Kobayashi & Ishimaru.